# I Just Wanna Dance
I Just Wanna Dance é EP de estréia do cantora americana Tiffany Hwang, foi lançado pela S.M. Entertainment em 11 de maio de 2016.

## Antecedentes e lançamento
Depois de ser informado de que Hwang estrearia como cantora solo em 2015, Tiffany revelou em uma entrevista à revista Singapur Pin Prestige, em abril de 2016, que sua estréia havia sido programada para o final de 2015, mas decidiu adiar com a a fim de desenvolver o álbum.
Em 4 de maio de 2016, a Tiffany anunciou oficialmente sua estréia como cantora solo com I Just Wanna Dance, já que seu EP de estréia e as imagens do álbum começaram a ser lançadas. O álbum foi configurado para pré-venda na loja iTunes em 5 de maio.
Em 11 de maio de 2016, o álbum e o video de música do single principal foram lançados no YouTube.

## Promoção
Um showcase promocional para I Just Wanna Dance ocorreu em 10 de maio de 2016. A estréia de Tiffany estava no programa musical M! Countdown da Mnet em 12 de maio e continuou com suas promoções no Music Bank em 13 de maio, Show! Music Core em 14 de maio e Inkigayo em 15 de maio.

## Lista de faixas
| N.º            | Título                            | Letras                                | Música                                                   | Duração |  |
| 1.             | "I Just Wanna Dance"              | Hwang Hyun                            | Timothy "Bos" Bullock Michael Jiminez Sara Forsberg MZMC | 3:29    |  |
| 2.             | "Talk"                            | Jung Joo-hee Kim Min-ji Baek In-kyung | Dan Traynor Carolien Ailin Nicola Roberts                | 3:34    |  |
| 3.             | "Fool"                            | Yorkie Ryu Woo                        | Im Gwang-wook Ryan Kim Amanda Moseley Chase Dopio Wkly   | 3:28    |  |
| 4.             | "What Do I Do"                    | Choi Soo-young                        | Tiffany Hwang Kim Tae-sung Jake K                        | 3:03    |  |
| 5.             | "Yellow Ligh"                     | Jung Jo-hee                           | Melanie Fontana Eric Sanicola Damon Sharpe               | 3:22    |  |
| 6.             | "Once in a Lifetime"              | Hwang Hyun Sinanyeseu                 | Lee Joo-hyung Sebastian Thott Delisa Thomas              | 3:51    |  |
| 7.             | "What Do I Do" (Versão em inglês) | Tiffany Hwang                         | Tiffany Hwang Kim Tae-sung Jake K                        | 3:03    |  |
| Duração total: | Duração total:                    | Duração total:                        | Duração total:                                           | 23:50   |  |

## Paradas musicais
| Paradas                                      | Melhor posição |
| -------------------------------------------- | -------------- |
| Japão – (Oricon)                             | 41             |
| Coreia do Sul – (Gaon)                       | 3              |
| Taiwan – (G-Music East Asia)                 | 1              |
| Estados Unidos – World Albums (Billboard)    | 3              |
| Estados Unidos – Top Heatseekers (Billboard) | 10             |

### Paradas de fim de ano
| Paradas (2016)         | Posição |
| ---------------------- | ------- |
| Coreia do Sul – (Gaon) | 47      |